# Gevninge Sogn
Gevninge Sogn er et sogn i Lejre Provsti (Roskilde Stift).
I 1800-tallet var Gevninge Sogn fra Voldborg Herred anneks til Herslev Sogn fra Sømme Herred. Begge herreder hørte til Roskilde Amt. Herslev-Gevninge sognekommune blev ved kommunalreformen i 1970 indlemmet i Lejre Kommune.
I Gevninge Sogn ligger Gevninge Kirke.
I sognet findes følgende autoriserede stednavne:
- Borrevejle Skov (areal)
- Gevninge (bebyggelse, ejerlav)
- Gevninge Old (bebyggelse)
- Gevninge Overdrev (bebyggelse)
- Lindenborg (bebyggelse)
- Lindholm (ejerlav, landbrugsejendom)
- Skovholmene (areal, ejerlav)

## Geografi
Sognet dækker et areal på 913 hektar og har siden 1955 fordoblet sit indbyggertal til de nuværende ca. 2.000. Trafikalt set gennemskæres det landevejen Roskilde-Holbæk, samt Holbækmotorvejen, hvilket tidligere har gjort og fortsat gør området til et gennemfartsområde mellem Nordvestsjælland og Roskilde.
Geografisk præges sognet af bakker, der når op i 60 meters højde. Mod vest ligger skovene Rødskov, Overdrevsskov, Iskælderskov og Borrevejle Skov. Desuden kan man se, hvordan vandløbene har skåret sig ned i morænelandskaberne. Hovedløbet er Lejre Å.
Et område med 20-30 synlige og et antal sløjfede gravhøje strækker sig fra Lindholm til Lejre Ådal.